# Gât

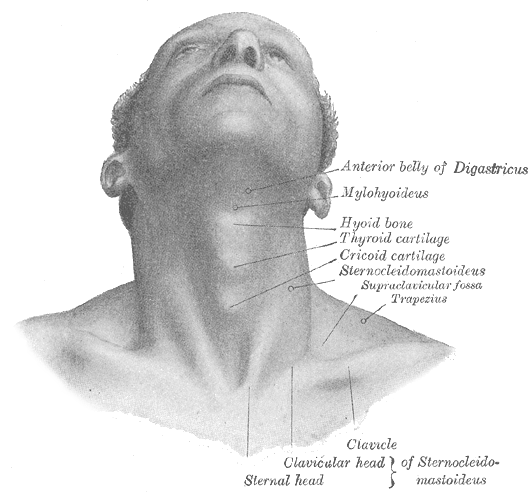
Gâtul omului

Gâtul este segmentul care leagă capul de trunchi.
Are o regiune posterioară sau nucală (cervix), alcătuită din elemente somatice - mușchi, oase , articulații - , și alta anterioară , gâtul propriu-zis (collum), care, pe lângă elementele somatice - mușchi, fascii și osul hioid - conține și viscere - laringe, trahee, esofag, tiroidă etc.
Cele două regiuni se mai numesc și regiuni cervicale : posterioară și anterioară.

## Oasele
Oasele gâtului sunt:
- oasele din componența coloanei vertebrale cervicale (șapte vertebre): C1, C2, C3, C4, C5, C6, C7,
- osul hioid .

## Arterele
Cele mai importante artere ale gâtului sunt: 
artera carotidă, aflata în șantul dintre trahee și mușchiul sternocleidomastoidian (cel mai bine se simte pulsul pe artera carotidă), 
- artera transversală,
- artera facială.

## Venele
Cele mai importante vene ale gâtului sunt: 
- vena jugulara internă,
- vena jugulară externă,
- vena facială.

## Nervii
Nervii gâtului sunt:
- nervul vag

## Mușchi
Mușchii gâtului sunt: 
- mușchiul omo-hiodian,
- mușchiul sternotirodian,
- mușchiul digastric,
- mușchiul sterno cleido mastoidian( pozitie oblica),
- mușchii cricotirodieni

## Cartilaje
Cartilajele gâtului sunt:
- cartilajul tirodian,
- cartilajul cricoid,

## Boli
- Amigdalita este inflamarea amigdalelor care au un aspect buretos și roșiatic.
- Infecția stafilococa - infectarea cu stafilococul auriu
- Bolile tiroidei